# Ari (taal)
Het Ari is een Trans-Nieuw Guinese taal die wordt gesproken in Papoea-Nieuw-Guinea. Anno 2000 kende de taal ongeveer 50 sprekers.